# Sasha Dobson

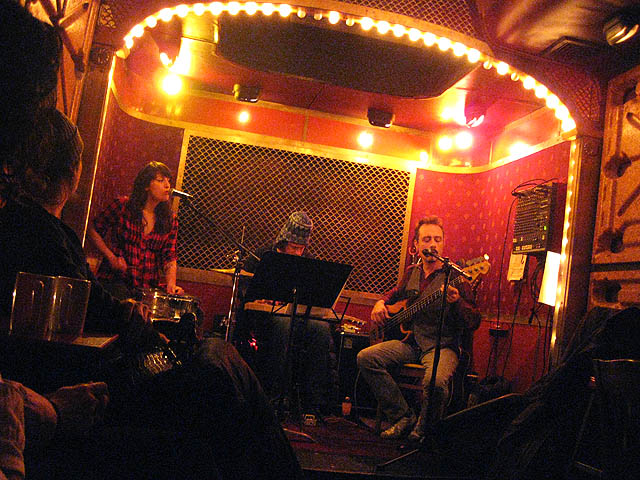
Sasha Dobson (links) 2009

Sasha Dobson (* 31. März 1979) ist eine US-amerikanische Alternative-Rock- und Jazzmusikerin (Gesang, Gitarre) und Songwriterin.

## Leben und Wirken
Dobson ist die Tochter der Jazzmusiker Smith und Gail Dobson. Seit den 1990er-Jahren arbeitet sie als Sängerin in der New Yorker Musikszene; 2001/02 nahm sie, begleitet vom Chris Byars Oktett ihr Debütalbum The Darkling Thrush, das beim Label des Jazzclubs Smalls erschien. In den folgenden Jahren betätigte sie sich auch als Gitarristin und Songwriterin. Produziert von Jesse Harris und Richard Julian entstand das Album Modern Romance (u. a. mit Tony Scherr). In der Formation Puss n Boots arbeitete sie mit Norah Jones und Cat Popper, mit denen das Album No Fools, No Fun (Blue Note Records, 2014) entstand. Gegenwärtig leitet sie ein Trio mit Zaid Nasser und Neal Miner.

## Diskographische Hinweise
- Introducing Sasha Dobson (Juniper Records, 2004), mit Kenji Rabson, John Merrill, Doug White
- Parallel Reflections (Life Force, 2013), mit Ben Goldberg, Kristen Strom, Masaru Koga, Scott Sorkin, John Shifflett, Smith Dobson
- Burn (360 Sound,  2010)
- Aquarius (Creek Valley Records, 2013), mit Daria Grace, Joel Hamilton, Tony Scherr, Tomas Fujiwara, Kenny Wollesen, Jamie Saft, Michael Jinno, Carla Kihlstedt